# Торговля слоновой костью

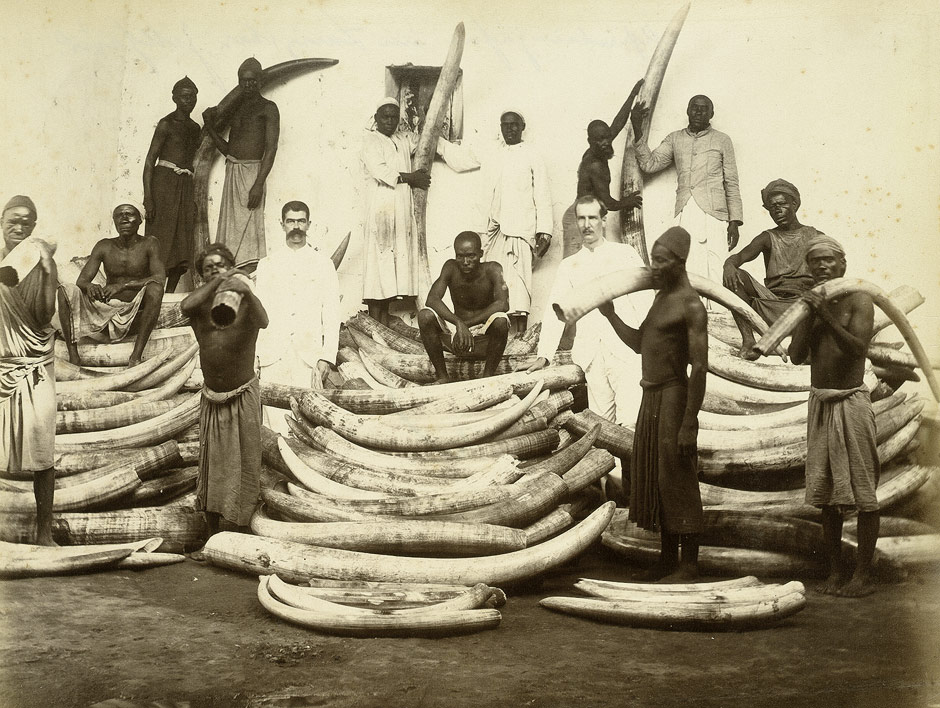
Торговля слоновой костью. Восточная Африка, конец XIX века

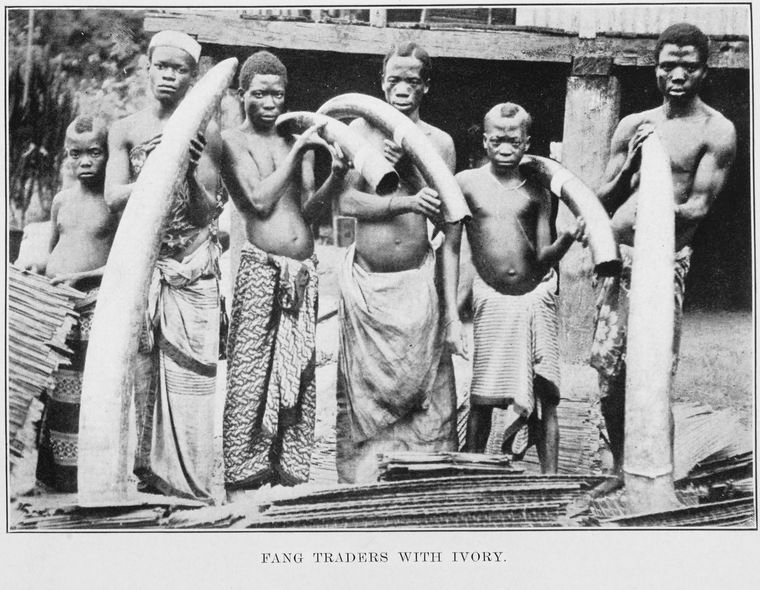
Торговля слоновой костью. Дар-эс-Салам, 1912 год

Торговля слоновой костью началась ещё со времён финикийцев, но в 1989 году её запретили.

## История
Первыми продавать слоновую кость начали финикийцы. В средние века Европа торговала с Центральной Африкой. В 20-м веке спрос на слоновую кость резко возрос, и в 1900 году в Африке европейцы подписали соглашение перевозить не более 5 кг слоновой кости. Но в 1970-1980 годах африканцы перевозили ежегодно 1000 тонн слоновой кости, в основном в Японию, Европу и Северную Америку. Из-за этого число слонов резко упало: в период с 1979 года по 1989 год популяция африканских слонов сократилась приблизительно с 1,2 миллиона до 600 000 особей. 
В 1989 году, на собрании Конвенции о международной торговле видами дикой фауны и флоры, находящимися под угрозой исчезновения, запретили торговлю слоновой костью. С тех пор она официально поступала на мировой рынок лишь дважды: в 1997 году (было разрешено Зимбабве, Ботсване и Намибии вывозить в Японию запасы слоновой кости) и осенью 2008 года (в ЮАР, Зимбабве, Ботсване и Намибии прошли аукционы, на которых на продажу были выставлены бивни, конфискованные у браконьеров, или подобранные в саванне). Запрет позволил восстановить поголовье африканских слонов.
Торговля слоновой костью запрещена на национальном уровне (с некоторыми исключениями) в ряде стран. Так, в 2016 году власти США ввели почти полный запрет на торговлю слоновой костью на внутреннем рынке (запрет на импорт слоновой кости в коммерческих целях и на её экспорт действует в США уже несколько десятков лет). В 2021 году  запрет на торговлю слоновой костью был введён в Израиле. В 2022 году вступил в силу запрет на торговлю слоновой костью в Великобритании. С 2018 года в Китае, который был одним из самых больших рынков слоновой кости в мире, была запрещена коммерческая деятельность по обработке и продаже слоновой кости. После этого цены на слоновую кость на нелегальном рынке резко снизились.
С 18 января 2022 года вступил в силу полный запрет на торговлю необработанной слоновой костью в ЕС. Однако эти правила не являются обязательными, поэтому отдельные страны ЕС несут лишь ответственность за выполнение своих собственных норм. 
Однако, несмотря на запрет, слоновая кость остаётся важным товаром на чёрном рынке. Ежегодно около 500 тыс. тонн слоновой кости направляется на экспорт, в основном в Азию.

## Споры
В 2019 году Зимбабве, Ботсвана, Намибия и ЮАР подали петицию о разрешении торговли зарегистрированной необработанной слоновой костью. В таком случае продаваться будут, в основном, лишь бивни животных, умерших естественной смертью. Необработанная слоновая кость будет поступать на рынок из государственных запасов, за исключением изъятой слоновой кости и кости неизвестного происхождения. Некоторые африканские государства, например, Зимбабве, утверждают, что популяция слонов в настоящее время находится в хорошем состоянии, и поэтому поддерживают данную петицию. Утверждается, что доход от продажи слоновой кости, мог бы использоваться на благо окружающей среды: данные средства можно было бы использовать для усиления правоохранительной деятельности, направленной на борьбу против браконьеров, незаконных торговцев и контрабандистов.
Те, кто выступает против отмены запрета, указывают на то, что когда в 2008 году была разрешена одноразовая легальная продажа слоновой кости в 2008 году, это стало причиной резкого увеличения браконьерства. 

## Торговля разными видами слоновой кости

### Торговля моржовой костью
Торговля моржовой костью началась очень давно. В V веке в Древней Руси[уточнить] была сделана шахматная фигура варяга из моржовой кости.

### Торговля слоновой костью нарвала
Слоновая кость нарвала очень редкая и тонкая, чаще всего её подделывают. Торговля костью нарвала запрещена, как и торговля слоновой костью. Наличие трещин на бивнях в основном снижает ценность.

### Торговля слоновой костью мамонта
Слоновая кость мамонта дешевле, чем остальные - стоит около 5000 за кг. Торговля костью мамонта не запрещена. Кости мамонтов в основном находят на берегах водоёмов в России.

### Торговля слоновой костью гиппопотама
Слоновой костью гиппопотама являются его зубы.

## Замена слоновой кости

### Тагуа
Дерево тагуа растёт в Южной Америке. Им заменяют слоновую кость, торговля которой запрещена. Индейцы издавна делали из неё фигурки.